# Slanyu Buanaem
Slanyu Buanaem (thailändisch ศรัญญู บัวเนียม; * 15. September 1988) ist ein thailändischer Fußballspieler.

## Karriere
Slanyu Buanaem spielt vor seiner Verpflichtung im Januar 2018 beim Lampang FC für die thailändischen Vereine Port Authority FC, Prachinburi FC, Phetchaburi FC, Trat FC, Phichit FC und dem Samut Sakhon FC. Der Lampang FC, ein Verein aus Lampang spielte in der zweiten Liga des Landes, der Thai League 2. Von 2019 bis Ende 2020 absolvierte er 31 Spiele für den Verein. Ende Dezember 2020 unterschrieb er einen Vertrag beim Ligakonkurrenten MOF Customs United FC in Bangkok. Hier stand er bis Saisonende unter Vertrag. Zu Beginn der Saison 2021/22 wechselte er zum ebenfalls in der zweiten Liga spielenden Nakhon Pathom United FC. Für den Verein aus Nakhon Pathom stand er 17-mal auf dem Rasen. Im Juli 2022 nahm ihn der Ligakonkurrent Udon Thani FC unter Vertrag. Sechsmal stand er für den Verein aus Udon Thani in der Hinrunde 2022/23 auf dem Spielfeld. Zur Rückrunde wechselte er zum Drittligisten Samut Songkhram FC. Mit dem Verein aus Samut Songkhram spielt er neunmal in der Western Region der Liga. Zu Beginn der Saison 2023/24 unterschrieb er einen Vertrag bei dem in der Bangkok Metropolitan Region spielenden Drittligisten Samut Sakhon City FC. Nach einer Spielzeit, in der er sieben Ligaspiele bestritt, wechselte er im Sommer 2024 zu dem in der Northern Region spielenden Khelang United FC. Hier bestritt er drei Ligaspiele. Nach der Hinrunde wurde sein Vertrag im Dezember 2024 nicht verlängert.